# Башня Коско
Башня Коско, Коско-тауэр (англ. The Cosco Tower, кит. 中遠大廈) — 53-этажный гонконгский небоскрёб, по состоянию на 2013 год являлся 20-м по высоте зданием города. Расположен в округе Сентрал-энд-Вестерн, в районе Сёнвань, является частью комплекса Grand Millennium Plaza. Построен в 1998 году в стиле постмодернизама, с учётом традиций практики фэншуй. В здании расположена гонконгская штаб-квартира китайской корпорации China COSCO Shipping.
|         |      |           |
| Площадь | Вход | Вестибюль |